# King Vidor
King Wallis Vidor (Galveston, Texas; 8 de febrero de 1894-Paso Robles, California; 1 de noviembre de 1982) fue un director de cine estadounidense. Muy activo en el cine mudo, prosiguió con desigual fortuna con el cine sonoro hasta la década de 1950.

## Trayectoria
Tenía orígenes húngaros por parte del padre, que procedía de una familia adinerada de madereros texanos y amasó una fortuna con los negocios.
King Vidor entró en la Academia Militar de San Antonio y después ingresó en el colegio de Fort Deposit.
King Vidor vio su primer film, El viaje a la luna de Méliès, a los quince años, lo que originó una loca  pasión por este medio artístico todavía en ciernes. Empezó casi de adolescente como aficionado, y se lanzó a rodar por el país, con poco dinero y pasando penalidades, como contaría en Un árbol es un árbol. Hizo documentales publicitarios y noticiarios (por ejemplo, para la Ford), que logró vender en ocasiones. Por entonces pudo ver rodar a D. W. Griffith, y estudió su novedosa forma de usar los planos.
Publicista y autor de cortometrajes, debutó como realizador en 1913. En el año 1916, se casó con Florence Arto, futura actriz y colaboradora suya. Se instaló con su primera mujer (1915-1924) en Hollywood, con la que tuvo a su hija Suzanne.
Su primer trabajo en Hollywood fue en 1915, para desarrollar actividades relacionadas con el cine (contable, regidor, guionista).

### Cine mudo
A los pocos años tuvo su oportunidad artística, y dirigió The Turn of the Road (La vuelta del camino) en 1919, con verdadero éxito, lo cual le permitió realizar de inmediato otros tres filmes.

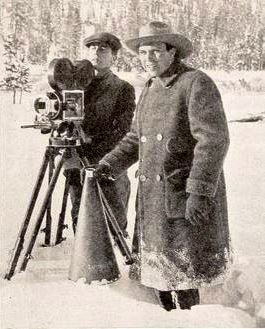
Vidor (derecha) junto al operador de cámara Gus Peterson (1893-1969) durante el rodaje de la película de 1921 The Sky Pilot.

En 1920, fundó Vidor Village, estudio cinematográfico propio, en el cual dirigirá siete películas, casi todas protagonizadas por su mujer, Florence Vidor. Duró poco, pues se vio obligado a vender ese estudio en 1923.
Considera que su primera película fue Tin tin de mi corazón, de 1923, con la Metro, y la actriz Laurette Taylor. A continuación rodó Tres solterones discretos, con muchos experimentos visuales, y conoció a Eleanor Boardman. Se había divorciado ya, y se casó con esta: Eleanor sería su segunda esposa (1926-1931); tuvieron dos hijas, Antonia y Belinda. Luego rodó Flor del camino y El caballero del amor (1926).
Logró éxito un año antes, con un filme menos efímero que los anteriores, El gran desfile (1925), gran película antibelicista en el fondo, aunque, según dijo, "era la historia de un joven norteamericano ni patriotero ni pacifista, sino que reaccionaba con normalidad ante las cosas que le pasaban". Protagonizada por John Gilbert, sin maquillar y al que le mutilan una pierna en la Primera Guerra Mundial, logró un éxito de audiencia (quince millones para la productora), que le dieron holgura económica.
Destacó asimismo con Y el mundo marcha (1928), un clásico del cine mundo donde se muestra el fracaso del sueño americano en la persona de un hombre común que intenta salir adelante en Nueva York. Viajó con Eleanor en 1928 a París para promocionar allí esa última película muda. Pero cuando se enteró de que aparecía en EE. UU. el cine sonoro escribió que "había que enfrentarse al dragón del sonido y domesticarlo" y regresó de inmediato.

### Cine sonoro
Había rodado ya en Hollywood más de treinta películas mudas cuando hizo la famosa Aleluya, 1929, interpretada solo por actores afroamericanos, como pensó hacer durante muchos años. Fue un filme en principio planteado como mudo, pero luego fue sonorizado; tenía una trama pasional, llena de canciones y detalles que los sociólogos utilizan, pese a que parezca a veces un relato más pastoral que realista. Vidor eligió un reparto de negros de Chicago y Nueva York (no solo en Harlem), que es donde tendría gran éxito (en el Sur hubo cierto rechazo, como era previsible) y buscó a predicadores, así como un coro negro. En ella, el sonido toma por primera vez relevancia artística dentro del cine; Vidor inventó innumerables efectos, como golpeteos y otros ruidos para acentuar la acción, además de hacer oír los diálogos; pero, como estaba en los inicios del cine sonoro, tuvo problemas con la sincronización. Para sus detractores, Vidor no se apartó de las visiones tradicionales. Con todo, fue una revelación, y su acercamiento es pleno y total a esa comunidad sojuzgada aún; es una obra maestra que revela una gran simpatía por esos compatriotas.
Su tercera mujer (1932-1978) fue Elizabeth Hill. Su camino tuvo mucho interés. Rodó en 1930 Billy the Kid o el terror de las praderas, una excelente película de acción. Y en 1931, Champ, con un niño que narra sus relaciones con su padre, exboxeador y borrachín, de gran belleza de imágenes. 
En ese año hizo otra magnífica película, La calle, de acuerdo con la obra teatral Escene street; la acción tuvo lugar en un solo decorado, que era la acera y la fachada de un bloque de apartamentos, pero Vidor tomaba ángulos muy distintos cada vez. De 1932 es Su único pecado, sobre una infidelidad conyugal y sus efectos psicológicos.
Rodó además una exótica y bella Ave del paraíso, en 1932, en Hawái. Hizo El pan nuestro de cada día, 1934, de notable lirismo, sobre la depresión económica, paliada en parte por la creación de una cooperativa (tuvo problemas para financiarse); un sector del filme fue grabado sin sonido (con un metrónomo para acompasarse, dada su experiencia muda), y luego fue sonorizada contando con el magnífico apoyo del músico Alfred Newman.
Después entregó un film basado en un episodio de la vida del escritor de la Generación perdida Francis Scott Fitzgerald, Noche nupcial, en 1935, película de gran dramatismo y de valor plástico y narrativo destacados. El drama materno-filial, Stella Dallas (1937), fue otra obra maestra.
Luego, hizo La ciudadela, en 1938; la rodó en Gales, estupefacto por las duras condiciones de trabajo de los mineros. Pronto se acercó al cine en color y filmó Paso al noroeste (1940). Con An American Romance (1944) abordó un segundo experimento con este tipo de películas.
Entre sus obras sucesivas hay que recordar, sin duda, el western Duelo al sol (1946), El manantial (1949), sobre la novela de la filósofa del objetivismo Ayn Rand, con Gary Cooper en el papel de un revolucionario arquitecto; y Pasión bajo la niebla (1952), que tuvieron mucho éxito. Más irregular fue su producción de Salomón y la reina de Saba en 1959, tras la cual se retiró del oficio.

## Balance
Se dedicó a la pintura, la filosofía, la enseñanza universitaria. También llegó a hacer dos cortometrajes experimentales. Es considerado un cineasta total, como un puñado de los grandes, que controlaba todas las técnicas del cine, así como las artes y oficios, según subrayaba en sus apuntes autobiográficos.
Destaca Vidor en particular por su habilidad como escritor al publicar un extraordinario libro de memorias, A Tree is a Tree / Un árbol es un árbol, en 1953 (ampliado en 1981), sobre su pasión por el mundo del cine. El título se inspira en una anécdota temprana en Hollywood: Vidor quería rodar una película en los lugares donde la acción había ocurrido, lo que encarecía mucho la producción, y un productor le dijo que rodase en un parque público accesible y económico, donde estaba todo lo que buscaba, con la frase: "A rock is a rock. A tree is a tree. Shoot it in Griffith Park".
Había influido en sus ideas su madre, que le introdujo de joven en la Ciencia Cristiana (Christian Scientist); para ella trabajaría con un grupo de médicos hacia 1920, y escribiría ocasionalmente acerca de esas ideas. Mucho más tarde, en el ocaso de su vida, quiso hacer una película sobre Mary Baker Eddy, fundadora de esta religión, de la que decía humorísticamente en su caso que era como una especie de masonería (Un árbol es un árbol).
Fue cinco veces nominado al Premio Óscar, y recibió un premio honorífico en 1979, por el conjunto de su obra.

## Filmografía
- Hurricane in Galveston (1913)
- The Grand Military Parade (1913)
- The Intrigue (1916) (como actor)
- The Lost Lie (1918)
- Bud's Recruit (1918)
- The Chocolate of the Gang (1918)
- Tad's Swimming Hole (1918)
- The Accusing Toe (1918)
- I'm a Man (1918)
- The Turn in the Road (1919)
- Better Times (1919) (como King W. Vidor)
- The Other Half (1919) (como King W. Vidor)
- Poor Relations (1919)
- The Family Honor (1920) (como King W. Vidor)
- The Jack-Knife Man (1920)
- The Sky Pilot (1921)
- Love Never Dies (1921)
- The Real Adventure (1922)
- Dusk to Dawn (1922)
- Conquering the Woman (1922)
- Peg o' My Heart (1922)
- The Woman of Bronze (1923)
- Three Wise Fools (1923)
- Wild Oranges (1924)
- Happiness (1924)
- Wine of Youth (1924)
- His Hour (1924)
- The Wife of the Centaur (1924)
- Proud Flesh (1925)
- El gran desfile (1925),
- La Bohème (1926)
- Bardelys the Magnificent (1926)
- The Crowd (1928),
- The Patsy, o bien The Politic Flapper (1928)
- Show People (1928)
- Hallelujah! (1929),
- Not So Dumb (1930)
- Billy the Kid, o bien The Highwayman Rides (1930)
- Street Scene (1931), La calle
- The Champ (1931) Champ
- Bird of Paradise (1932),
- Cynara (1932) o bien I Was Faithful, Su único pecado
- The Stranger's Return (1933)
- El pan nuestro de cada día (1934),
- The Wedding Night (1935), Noche nupcial.
- So Red the Rose (1935)
- The Texas Rangers (1936)
- Stella Dallas (1937)
- La ciudadela (1938),
- El mago de Oz (1939), las escenas de Kansas; no acreditado.
- Northwest Passage (1940)
- Camarada X (Comrade X) (1940)
- H.M. Pulham, Esq. (1941)
- An American Romance (1944)
- Duel in the Sun (1946),
- On Our Merry Way, o bien A Miracle Can Happen (1948)
- The Fountainhead (1949),
- Beyond the Forest (1949)
- Lightning Strikes Twice (1951)
- Japanese War Bride (1952)
- Ruby Gentry (1952),
- Light's Diamond Jubilee (1954) TV
- Man Without a Star (1955)
- Guerra y Paz (1956),
- Salomón y la reina de Saba (1959),
- Truth and Illusion (1964)
- The Metaphor (1980)

## Premios y distinciones
Premios Óscar
| Año  | Categoría                  | Película          | Resultado |
| ---- | -------------------------- | ----------------- | --------- |
| 1928 | Mejor director             | Y el mundo marcha | Nominado  |
| 1930 | Mejor director             | Aleluya           | Nominado  |
| 1933 | Mejor director             | El campeón        | Nominado  |
| 1939 | Mejor dirección            | La ciudadela      | Nominado  |
| 1957 | Óscar a la mejor dirección | Guerra y paz      | Nominado  |
| 1979 | Óscar Honorífico           | Óscar Honorífico  | Ganador   |

Festival Internacional de Cine de Venecia
| Año  | Categoría                     | Película                      | Resultado |
| ---- | ----------------------------- | ----------------------------- | --------- |
| 1948 | Copa Cinecittà                | Duelo al sol                  | Ganador   |
| 1982 | León de Oro a toda su carrera | León de Oro a toda su carrera | Ganador   |